# نقطه عطف (آلبوم)
| بررسی جمعی    | بررسی جمعی |
| منبع          | رتبه‌بندی   |
| ------------- | ---------- |
| متاکریتیک     | ۸۲/۱۰۰     |
| بررسی انتقادی |            |
| منبع          | رتبه‌بندی   |
| آل‌میوزیک      | [ ۲ ]      |
| بلندر         | [ ۴ ]      |
| بلبرموث       | ۹٫۵/۱۰     |
| کانسیکوئنس    | A−         |
| نیویورک تایمز | [ ۷ ]      |
| پیچفورک       | ۷٫۵/۱۰     |
| پاپ‌مترز       | ۹/۱۰       |
| کیو           | [ ۱۰ ]     |
| Rock Hard     | ۹/۱۰       |
| Sputnikmusic  | [ ۱۲ ]     |

نقطه عطف یا واترشد (به انگلیسی: Watershed) نهمین آلبوم گروه موسیقی پراگرسیو متال سوئدی، اپث، است. این آلبوم در ۱۹ مه ۲۰۰۸ توسط رودرانر رکوردز عرضه شد. تا زمان انتشار آلبوم واپسین وصیت‌نامه در سال ۲۰۲۴، این آخرین آلبوم استودیویی گروه بود که دث گرول یا هرگونه عنصر دث متال داشت.

## درباره
این آلبوم نخستین آلبومی است که مارتین اکسنروت به عنوان درامر و فردریک اکسن (گیتارنواز) با گروه همکاری می‌کنند که به ترتیب جایگزین مارتین لوپز و پیتر لیندگرن شدند. جلد آلبوم در یک همکاری مشترک میان میکائیل اکرفلت و تراویس اسمیت، که در ساخت جلدهای قبل هم مشارکت داشت، به وجود آمد. منتقدین متال همر در لیست ۵۰ تایی خودشان؛ این آلبوم را دومین آلبوم برتر سال ۲۰۰۸ انتخاب کردند و تنها آلبوم دث مگنتیک از متالیکا توانست بالاتر از این آلبوم باشد.

## فهرست قطعات
متن همهٔ ترانه‌ها توسط میکائیل اکرفلت نوشته و موسیقی همهٔ آنها توسط اکرفلت به‌جز موارد ذکرشده ساخته شده‌است.
| شماره      | نام               | آهنگساز             | مدت   |
| ---------- | ----------------- | ------------------- | ----- |
| ۱.         | «Coil»            |                     | ۳:۱۰  |
| ۲.         | «Heir Apparent»   |                     | ۸:۵۰  |
| ۳.         | «The Lotus Eater» |                     | ۸:۵۰  |
| ۴.         | «Burden»          |                     | ۷:۴۱  |
| ۵.         | «Porcelain Heart» | میکائیل فردریک اکسن | ۸:۰۰  |
| ۶.         | «Hessian Peel»    |                     | ۱۱:۲۵ |
| ۷.         | «Hex Omega»       |                     | ۷:۰۰  |
| مجموع مدت: | مجموع مدت:        | مجموع مدت:          | ۵۴:۵۶ |

| نسخه ویژه  | نسخه ویژه                                       | نسخه ویژه       | نسخه ویژه |
| شماره      | نام                                             | نویسنده(ها)     | مدت       |
| ---------- | ----------------------------------------------- | --------------- | --------- |
| ۸.         | «Derelict Herds»                                | اکرفلت پر ویبرگ | ۶:۲۸      |
| ۹.         | «Bridge of Sighs» (بازخوانی رابین تاور)         | رابین تاور      | ۵:۵۵      |
| ۱۰.        | «Den ständiga resan» (بازخوانی ماری فریدریکسون) | ماری فریدریکسون | ۴:۰۹      |
| مجموع مدت: | مجموع مدت:                                      | مجموع مدت:      | ۷۱:۲۸     |

| نسخه ویژه بونز دی‌وی‌وی | نسخه ویژه بونز دی‌وی‌وی  | نسخه ویژه بونز دی‌وی‌وی |
| شماره                 | نام                    | مدت                   |
| --------------------- | ---------------------- | --------------------- |
| ۱.                    | «Prologue»             | ۶:۵۸                  |
| ۲.                    | «From Another Planet»  | ۸:۳۰                  |
| ۳.                    | «The Lotus Eater»      | ۱۳:۴۸                 |
| ۴.                    | «The Junkmail Studios» | ۱۶:۲۳                 |
| ۵.                    | «Epilogue»             | ۶:۴۱                  |
| مجموع مدت:            | مجموع مدت:             | ۵۲:۲۰                 |